# Communauté de communes de la région de Daye
La communauté de communes de la Région de Daye est une ancienne communauté de communes française, située dans le département de Manche en région Basse-Normandie.

## Historique
La communauté de communes de la Région de Daye a été créé le 28 décembre 1993.
Le 28 février 2007, les communes de Graignes et Le Mesnil-Angot fusionnent pour créer la commune de Graignes-Mesnil-Angot.
Au 1er janvier 2014, elle fusionne avec la communauté de communes du canton de Marigny, la communauté de communes du canton de Tessy-sur-Vire, la communauté de communes du canton de Torigni-sur-Vire, la communauté de communes de l'Elle et la communauté d'agglomération Saint-Lô Agglomération. L'établissement public de coopération intercommunale ainsi formé prend le nom de Saint-Lô Agglo et intègre la commune de Domjean, à l'exception des communes de Tribehou et de Montmartin-en-Graignes qui ont rejoint la nouvelle communauté de communes de la Baie du Cotentin.

## Composition
La communauté de communes de la Région de Daye regroupait douze communes (onze du canton de Saint-Jean-de-Daye et une du canton de Saint-Clair-sur-l'Elle) :
| Nom                        | Code Insee | Gentilé        | Superficie (km2) | Population (dernière pop. légale) | Densité (hab./km2) |
| -------------------------- | ---------- | -------------- | ---------------- | --------------------------------- | ------------------ |
| Saint-Jean-de-Daye (siège) | 50488      | Dayots         | 4,24             | 614 (2014)                        | 145                |
| Airel                      | 50004      | Airellois      | 10,17            | 530 (2014)                        | 52                 |
| Amigny                     | 50006      | Amignais       | 3,69             | 146 (2014)                        | 40                 |
| Cavigny                    | 50106      | Cavignais      | 6,78             | 234 (2014)                        | 35                 |
| Les Champs-de-Losque       | 50119      | Saint-Aubinais | 9,31             | 196 (2021)                        | 21                 |
| Le Dézert                  | 50161      | Dézertins      | 14,58            | 559 (2014)                        | 38                 |
| Graignes-Mesnil-Angot      | 50216      | Graignais      | 18,35            | 795 (2014)                        | 43                 |
| Le Hommet-d'Arthenay       | 50248      | Saint-Pierrots | 14,85            | 340 (2020)                        | 23                 |
| Le Mesnil-Véneron          | 50324      | Mesnillots     | 2,86             | 126 (2014)                        | 44                 |
| Montmartin-en-Graignes     | 50348      | Montmartinais  | 30,34            | 607 (2021)                        | 20                 |
| Saint-Fromond              | 50468      | Fromondais     | 15,52            | 759 (2014)                        | 49                 |
| Tribehou                   | 50606      | Triboudais     | 9,97             | 530 (2014)                        | 53                 |

## Démographie
Elle s'étendait sur 140,66 km2, pour une population municipale de 5 393 habitants en 2011 soit 38,34 hab./km2.

## Compétences
- Aménagement de l'espace
- Développement économique
- Tourisme
- Environnement
- Logement et cadre de vie
- Sports, loisirs  et culture
- Affaires sociales

### Compétences obligatoires
1. Aménagement de l’espace 
- mise en œuvre d'une réflexion d'urbanisme communautaire organisant le développement de l'habitat et des zones d’activités, création et réalisation de zones d'aménagement d'intérêt communautaire
- élaboration, suivi et révision du schéma de Cohérence territoriale dans le Cadre de la délégation de la Compétence au Syndicat pour le Développement du Saint-Lois ; schémas de secteur
- gestion du domaine public fluvial (la Vire et le Canal Vire-Taute) dans le Cadre d'une délégation de la compétence au Syndicat pour le Développement du Saint-Lois
- participation aux instances du Pays Saint-Lois
- constitution de réserves foncières pour la réalisation opérations de compétence communautaire
- exercice du droit de préemption urbain au lieu et place des communes qui le lui ont expressément délégué
- consultations sur toutes autorisations liées au droit des sols ayant une incidence sur les équipements de la compétence de la Communauté, en particulier l'alimentation en eau potable, la collecte et le traitement des eaux usées, le service transports, la collecte des ordures ménagères
- élaboration du Schéma directeur d’itinéraires cyclables et sa réalisation
- opérations de revitalisation des commerces en milieu rural (ORC)

2. Développement économique 
- animation et promotion du territoire Communautaire, études et actions de développement économique
- création, aménagement, entretien et gestion de zones d’activités industrielles, tertiaires, artisanales, touristiques, commerciales
- immobilier d’entreprises : 
  - réalisation, entretien et gestion des pépinières d’entreprises
  - acquisition, Construction, entretien et gestion d'ateliers relais
  - construction de bâtiments industriels et tertiaires destinés à être loués ou vendus
- constitutions de réserves foncières
- soutien à la filière équine
- participation au financement de l'hippodrome de Graignes

3. Transports et accessibilité 
- organisation des transports urbains et collectifs sur le territoire Communautaire, y compris le transport à la demande
- organisation du transport scolaire avec possibilité de conventionnement avec une autorité organisatrice de transport secondaire
- prise en charge des accompagnateurs dans les cars destinés au transport scolaire pour les élèves de maternelle.
- réalisation du plan de mise en accessibilité de la voirie et des aménagements des espaces publics et élaboration des diagnostics d'accessibilité relatifs aux établissements recevant du public (hors mise en œuvre des travaux concernant les compétences communales)

4. Aménaqement numérique du territoire 
- établissement et exploitation des infrastructures et des réseaux de télécommunication, promotion des usages en matière de technologie de l’information et de communication dans le cadre de l'adhésion au Syndicat Manche Numérique

5. Equilibre social de l'habitat 
- mise en place et suivi dune politique du logement, notamment du logement social, en vue d'assurer l'équilibre social de l’habitat sur le territoire communautaire : élaboration d’un PLH
- opérations d'amenagement de logements locatifs sociaux, avec fonds de concours des communes et autres actions en faveur du logement social et de la mixité sociale
- gestion de logements appartenant au patrimoine communautaire
- actions pour l'amélioration de l'habitat (dont OPAH)
- actions en faveur du logement des jeunes (dont le soutien aux Comités locaux pour le logement autonome des jeunes (CLLAJ)

6. Politique de soutien à la dynamisation des communes rurales 
- participation financière aux dispositifs contractuels européens, nationaux, régionaux, départementaux concernant les communes rurales.
- mise en œuvre de fonds de concours dans le cadre d'enveloppes pluriannuelles dédiées ou de contrats de projets associant plusieurs communes.

### Compétences optionnelles
1. Protection et mise en valeur de l’environnement 
- restauration et entretien des Cours d’eau
- lutte contre les rongeurs aquatiques
- surveillance et analyse de la qualité de l'air
- élaboration du plan Climat énergie territorial (PCET)
- adhésion au Parc Naturel Régional des Marais du Cotentin et du Bessin
- adhésion au SAGE de la Vire et au SAGE Douve-Taute
- adhésion à l'agence Manche Énergies

2. Alimentation en eau potable 
- gestion du service public de l'alimentation en eau potable (Régie ou DSP)
- production, traitement, stockage et distribution de l'eau potable
- mise en place et gestion des périmètres de protection des ressources
- construction, gestion et entretien des usines de traitement de l'eau
- construction et entretien des réseaux approvisionnement en eau et de distribution en eau potable et des infrastructures associées (réservoirs, châteaux d’eau)

3. Assainissement collectif 
- gestion du service public de l'assainissement collectif (Régie ou DSP)
- construction (hors lotissement) et entretien des réseaux
- collecte des eaux usées
- construction, gestion et entretien des stations de traitement des eaux usées

4. Assainissement non collectif 
- mise en place et gestion d’un service public d’assainissement non collectif limité au contrôle des installations neuves et existantes

5. Eaux pluviales 
- construction et entretien des réseaux d’eaux pluviales, bassins de rétention ou d'orage et des ouvrages de régulation.

6. ordures ménagères : élimination et valorisation.
- collecte et transport des ordures ménagères et organisation de services facultatifs relatifs à certains déchets (déchets assimilés, déchets non domestiques, déchets d’emballages et autres)
- traitement et valorisation des déchets par l'adhésion au Syndicat Mixte du Point Fort
- généralisation de la TEOM sur l’ensemble du périmètre avec misé en place de zonages en fonction du service rendu et harmonisation progressive dé la taxe et du service

7. Services et équipements sportifs, sociaux, de loisirs et culturels 
- petite enfance: création et gestion directe, ou par convention, de crèches, de structures multi accueils et de relais d’assistantes maternelles, participation au financement de crèches d’entreprises privées agréées et de Maisons d’Assistantes Maternelles
- participation au C.L.I.C. du pays Saint-Lois (Centre local d’information et de coordination)
- promotion et développement du sport: animation sportive, financement des associations sportives, construction, entretien et gestion de l'ensemble des équipements sportifs publics situés sur le territoire communautaire
- création, participation au financement, gestion et animation d’équipements culturels et de loisirs financement des actions d’intérêt communautaire : 
  - les équipements appartenant à la communauté de communes ainsi que les événements spécifiques
  - les subventions aux associations œuvrant dans le domaine de la culture et des loisirs et les actions d’animation ayant pour vocation de favoriser le lien social et de dynamiser le territoire en milieu rural

### Compétences facultatives
1. Développement touristique 
- animation et promotion du territoire, études et actions de développement touristique
- création et gestion d’un office de tourisme intercommunal doté de plusieurs antennes territoriales qui constitueront des points d’accueil multi sites : Saint-Jean-de-Daye. L’office de tourisme intercommunal assure l’accueil et l'information des touristes ainsi que la promotion touristique du territoire en coordination avec le comité départemental et le comité régional du tourisme. Il contribue à coordonner les interventions des divers partenaires du développement touristique local. Il peut être autorise à commercialiser des prestations de services touristiques
- création, gestion, entretien et animation d'équipements touristiques d'intérêt communautaire soit en maîtrise d’ouvrage directe, soit par conventionnement avec des associations : gîtes ruraux Graignes-Mesnit Angot, mise en valeur de la route des lavoirs et aménagement des

sites concernés sur le canton de Saint-Jean de Daye. 
- élaboration d’un schéma et l'entretien des chemins de randonnée d’intérêt Communautaire, à savoir les chemins recensés dans les topoguides et/ou dans le plan départemental à l'exclusion des parties revêtues
- activités d'animation dans le cadre de la valorisation de la Vallée de la Vire et du Canal Vire-Taute
- participation financière à la valorisation du petit patrimoine

2. Lutte contre l'incendie 
- participation au financement des travaux sans maîtrise d’ouvrage sur les centres de secours et contribution au fonctionnement du SDIS
- versement de subventions aux amicales des sapeurs pompiers
- renouvellement et entretien des poteaux d’incendie

3. La promotion et le développement de l'enseignement supérieur, et de la recherche (études, construction, gestion) 
- participation et/ou maîtrise d’ouvrage de bâtiments destinés à l'enseignement supérieur
- participations aux équipements pédagogiques et de recherche; soutien à la recherche (programmes ou projets d’étudiants)
- soutien à la vie étudiante

4. Dans les zones d’intervention prioritaire, la réalisation de pôles de santé libéraux et ambulatoires, en maîtrise d’ouvrage directe ou dans le cadre de maîtrise d’ouvrage déléguée en partenariat avec d’autres collectivités non membres 
- participation financière à l’investissement de nouveaux équipements des pôles médicaux, maisons de santé, dans les zones non reconnues d’intervention prioritaire

5. Enfance-jeunesse 
- accueils de loisirs sans hébergement, actions d’animations, création et gestion d'équipements en faveur de l’enfance aide la jeunesse, à l'exclusion des actions sociales menées par les maisons de quartiers
- coordination des contrats et dispositifs mis en place par les partenaires institutionnels (CAF, Département de la Manche, Services de l'État ...)
- mise en place de dispositifs "carte jeunes"
- adhésion à la Mission locale

6. Espaces publics numériques 
- la réalisation des investissements nécessaires au fonctionnement de l’Espace Public Numérique à savoir: le matériel informatique, les logiciels, le mobilier, l’installation des réseaux et l'agencement des locaux destinés à recevoir les différents sites communautaires dans des locaux communautaires ou qui seront mis à disposition par les communes
- l'animation des sites et le suivi des équipements informatiques de l'Espace Public Numérique, l'accueii au sein des sites restant à charge des communes mettant les lieux à disposition

7. Accueil des gens du voyage 
- aires permanentes d’accueil
- aires d’accueil de grands passages

(possibilité de gestion par prestataire)
8. Aménagement et gestion de fourrières animales (possibilité de gestion par prestataire)
9. Prestations de services 
La Communauté pourra intervenir à la demande et pour le compte des Communes membres pour les objets suivants présentant un lien avec ses compétences : 
- l'aménagement de voiries et d’espaces publics
- la réalisation d’équipements publics
- l'organisation de consultations groupées à la demande des communes en vue de la passation de marchés de fournitures et de travaux

10. Mutualisation de services avec les communes membres des services de l'EPCI 
La Communauté pourra mutualiser avec ses communes membres, ses services dans le cadre de services communs dans les domaines suivants : 
- direction des technologies de l’information et de la communication: assistance aux utilisateurs de l'outil informatique, à la maintenance et à l’acquisition du matériel informatique et des logiciels
- direction de l'urbanisme : assistance à l'instruction des actes relatifs au droit des sols et des permis de construire, à l'élaboration, révision, modification des documents d’urbanisme locaux
- service de la commande publique
- bureau d’études : ingénierie dans les domaines VRD et Bâtiments
- système d’information géographique

11. Mandats de maîtrise d’ouvrage public 
La Communauté est habilitée à intervenir en qualité de mandataire dans le Cadre de la loi relative à la maîtrise d'ouvrage public au nom et pour le Compte de ses communes membres.

## Administration
| Période        | Période        | Identité              | Étiquette | Qualité                       |
| -------------- | -------------- | --------------------- | --------- | ----------------------------- |
| janvier 1994   | mars 2001      | Jean-Pierre Lepaysant |           | Maire de Saint-Jean-de-Daye   |
| mars 2001      | novembre 2002  | Félix Violette        |           | Ancien maire de Saint-Fromond |
| novembre 2002  | avril 2008     | André Hurel           |           | Maire d'Amigny                |
| avril 2008     | septembre 2013 | Bernard Festoc        |           | Maire de Saint-Fromond        |
| septembre 2013 | décembre 2013  | poste vacant          |           |                               |
| décembre 2013  | décembre 2013  | François Huault       | UMP       | Maire du Dézert               |